# Ad-Daqahliyya

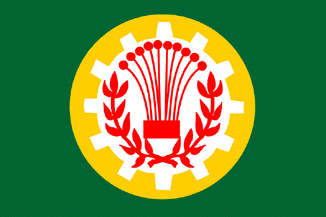
Guvernementets flagga.

Lägeskarta.

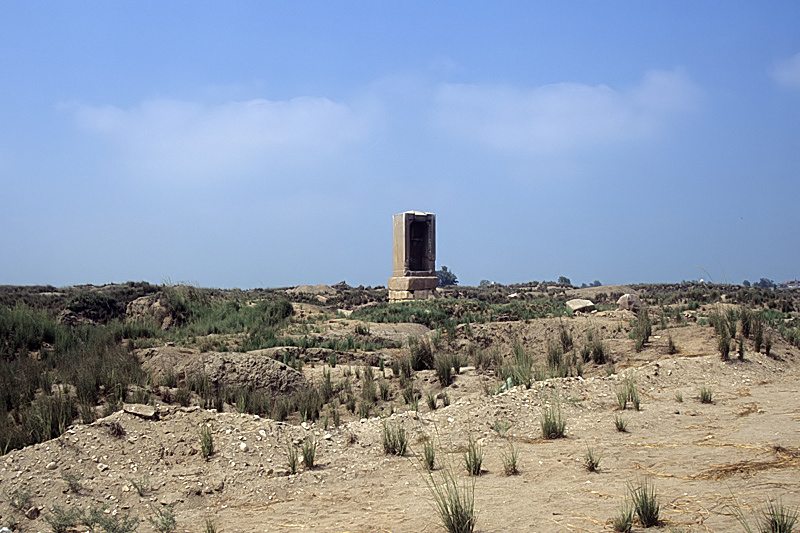
Mendes/Tell El-Ruba.

Guvernementet ad-Daqahliyya (arabiska: محافظة الدقهلية, Muhafazat ad-Daqahliyya) är ett av Egyptens 27 muhāfazāt (guvernement). Guvernementet ligger i landets norra del (Nedre Egypten) i östra Nildeltat vid Manzalahsjön.

## Geografi
Guvernementet har en yta på cirka 3 538 km²med cirka 6,0 miljoner invånare. Befolkningstätheten är cirka 1 690 invånare/km².
Fornlämningen Mendes/Tell El-Ruba (huvudort i forntida Egyptens län Kha) ligger cirka 15 km sydöst om al-Mansūrah.

## Förvaltning
Guvernementets ISO 3166-2 kod är EG-DK och huvudort är al-Mansura. Guvernementet är ytterligare indelat i 17 markas (områden) och 5 kism (distrikt).
Andra större städer är Ajā, Bilqas, al-Manzilah, al-Matariyya och Mit Ghamr.